# Prémios do Cinema Europeu de 2010
A 23ª Edição dos Prémios do Cinema Europeu (em inglês: 23rd European Film Awards) foi apresentada no dia 4 de dezembro de 2010, por Anke Engelke. Esta edição ocorreu em Talim, Estónia.
Os vencedores foram selecionados pelos mais de 2.300 membros da Academia de Cinema Europeu. As nomeações para estes prémios foram anunciadas a 6 de novembro de 2010, no Festival de Cinema Europeu de Sevilha.

## Vencedores e nomeados
A cor de fundo       indica os vencedores.

### Melhor filme
| Filme                   | Título no Brasil         | Título em Portugal       | Diretor/Realizador   | Produção (país)                 |
| ----------------------- | ------------------------ | ------------------------ | -------------------- | ------------------------------- |
| The Ghost Writer        | O Escritor Fantasma      | O Escritor Fantasma      | Roman Polański       | França / Alemanha / Reino Unido |
| Bal                     | Mel                      | Mel                      | Semih Kaplanoğlu     | Turquia / Alemanha              |
| Des hommes et des dieux | Homens e Deuses          | Dos Homens e dos Deuses  | Xavier Beauvois      | França                          |
| Lebanon                 | Líbano                   | Líbano                   | Samuel Maoz          | Israel / Alemanha / França      |
| El secreto de sus ojos  | O Segredo dos Seus Olhos | O Segredo dos Seus Olhos | Juan José Campanella | Espanha / Argentina             |
| Soul Kitchen            | Soul Kitchen             | Soul Kitchen             | Fatih Akın           | Alemanha                        |

### Melhor diretor/realizador
| Diretor/Realizador | Nacionalidade (país) | Filme               | Título no Brasil      | Título em Portugal  |
| ------------------ | -------------------- | ------------------- | --------------------- | ------------------- |
| Roman Polański     | Polónia              | The Ghost Writer    | O Escritor Fantasma   | O Escritor Fantasma |
| Olivier Assayas    | França               | Carlos              |                       | Carlos              |
| Semih Kaplanoğlu   | Turquia              | Bal                 | Mel                   | Mel                 |
| Samuel Maoz        | Israel               | Lebanon             | Líbano                | Líbano              |
| Paolo Virzì        | Itália               | La prima cosa bella | A Primeira Coisa Bela |                     |

### Melhor ator
| Ator              | Nacionalidade (país) | Filme                           | Título no Brasil                  | Título em Portugal  |
| ----------------- | -------------------- | ------------------------------- | --------------------------------- | ------------------- |
| Ewan McGregor     | Reino Unido          | The Ghost Writer                | O Escritor Fantasma               | O Escritor Fantasma |
| Jakob Cedergren   | Dinamarca            | Submarino                       | Submarino                         |                     |
| Elio Germano      | Itália               | La nostra vita                  |                                   | A Nossa Vida        |
| George Piştereanu | Roménia              | Eu când vreau să fluier, fluier | Se Eu Quiser Assobiar, Eu Assobio |                     |
| Luis Tosar        | Espanha              | Celda 211                       | Cela 211                          | Cela 211            |

### Melhor atriz
| Atriz           | Nacionalidade (país) | Filme            | Título no Brasil | Título em Portugal |
| --------------- | -------------------- | ---------------- | ---------------- | ------------------ |
| Sylvie Testud   | França               | Lourdes          |                  | Lourdes            |
| Zrinka Cvitešić | Croácia              | Na putu          |                  |                    |
| Sibel Kekilli   | Alemanha             | Die Fremde       |                  | A Estrangeira      |
| Lesley Manville | Reino Unido          | Another Year     |                  | Um Ano Mais        |
| Lotte Verbeek   | Países Baixos        | Nothing Personal |                  | Nada Pessoal       |

### Melhor argumentista/roteirista
| Argumentista/Roteirista                | Nacionalidade (país)  | Filme            | Título no Brasil    | Título em Portugal  |
| -------------------------------------- | --------------------- | ---------------- | ------------------- | ------------------- |
| Robert Harris Roman Polański           | Reino Unido · Polónia | The Ghost Writer | O Escritor Fantasma | O Escritor Fantasma |
| Jorge Guerricaechevarría Daniel Monzón | Espanha               | Celda 211        | Cela 211            | Cela 211            |
| Samuel Maoz                            | Israel                | Lebanon          | Líbano              | Líbano              |
| Radu Mihaileanu                        | Roménia               | Le concert       | O Concerto          | O Concerto          |

### Melhor diretor de fotografia
| Diretor de fotografia | Nacionalidade (país) | Filme                    | Título no Brasil            | Título em Portugal      |
| --------------------- | -------------------- | ------------------------ | --------------------------- | ----------------------- |
| Giora Bejach          | Israel               | Lebanon                  | Líbano                      | Líbano                  |
| Caroline Champetier   | França               | Des hommes et des dieux  | Homens e Deuses             | Dos Homens e dos Deuses |
| Pavel Kostomarov      | Rússia               | Kak ya provel etim letom | Como eu Terminei Este Verão |                         |
| Barış Özbiçer         | Turquia              | Bal                      | Mel                         | Mel                     |

### Melhor editor/montador
| Editor/Montador            | Nacionalidade (país) | Filme            | Título no Brasil    | Título em Portugal  |
| -------------------------- | -------------------- | ---------------- | ------------------- | ------------------- |
| Luc Barnier Marion Monnier | França               | Carlos           |                     | Carlos              |
| Arik Lahav-Leibovich       | Israel               | Lebanon          | Líbano              | Líbano              |
| Hervé de Luze              | França               | The Ghost Writer | O Escritor Fantasma | O Escritor Fantasma |

### Melhor diretor de arte
| Diretor de arte             | Nacionalidade (país) | Filme               | Título no Brasil    | Título em Portugal  |
| --------------------------- | -------------------- | ------------------- | ------------------- | ------------------- |
| Albrecht Konrad             | Alemanha             | The Ghost Writer    | O Escritor Fantasma | O Escritor Fantasma |
| Paola Bizzarri Luis Ramirez | Itália · Espanha     | Io, Don Giovanni    |                     |                     |
| Markku Pätilä Jaagup Roomet | Finlândia            | Püha Tõnu kiusamine |                     |                     |

### Melhor compositor
| Compositor        | Nacionalidade (país) | Filme            | Título no Brasil     | Título em Portugal  |
| ----------------- | -------------------- | ---------------- | -------------------- | ------------------- |
| Alexandre Desplat | França               | The Ghost Writer | O Escritor Fantasma  | O Escritor Fantasma |
| Ales Brezina      | Chéquia              | Kawasakiho růže  |                      |                     |
| Pasquale Catalano | Itália               | Mine vaganti     | O Primeiro que Disse | Uma Família Moderna |
| Gary Yershon      | Reino Unido          | Another Year     |                      | Um Ano Mais         |

### Melhor documentário
| Documentário        | Título no Brasil | Título em Portugal | Diretor/Realizador              | Produção (país)           |
| ------------------- | ---------------- | ------------------ | ------------------------------- | ------------------------- |
| Nostalgia de la luz | Nostalgia da Luz |                    | Patricio Guzmán                 | França / Alemanha / Chile |
| Armadillo           |                  |                    | Janus Metz Pedersen             | Dinamarca                 |
| Miesten vuoro       |                  |                    | Joonas Berghäll Mika Hotakainen | Finlândia                 |

### Melhor filme de animação
| Filme                                  | Título no Brasil      | Título em Portugal                         | Diretor/Realizador | Produção (país)                        |
| -------------------------------------- | --------------------- | ------------------------------------------ | ------------------ | -------------------------------------- |
| L'Illusionniste                        | O Mágico              | O Mágico                                   | Sylvain Chomet     | França / Reino Unido                   |
| Planet 51                              | Planeta 51            | Planeta 51                                 | Jorge Blanco       | Espanha / Reino Unido / Estados Unidos |
| Sammy's avonturen: De geheime doorgang | As Aventuras de Sammy | As Aventuras de Sammy - A Passagem Secreta | Ben Stassen        | Bélgica                                |

### Filme revelação - Prémio FIPRESCI
| Filme                           | Título no Brasil                  | Título em Portugal | Diretor/Realizador | Produção (país)             |
| ------------------------------- | --------------------------------- | ------------------ | ------------------ | --------------------------- |
| La doppia ora                   |                                   |                    | Giuseppe Capotondi | Itália                      |
| Eu când vreau să fluier, fluier | Se Eu Quiser Assobiar, Eu Assobio |                    | Florin Serban      | Roménia / Suécia / Alemanha |
| Die Fremde                      |                                   | A Estrangeira      | Feo Aladag         | Alemanha                    |
| Lebanon                         | Líbano                            | Líbano             | Samuel Maoz        | Israel / Alemanha / França  |
| Nothing Personal                |                                   | Nada Pessoal       | Urszula Antoniak   | Irlanda / França            |

### Melhor curta-metragem
Os nomeados para Melhor Curta-Metragem foram selecionados por um júri independente em vários festivais de cinema por toda a Europa.
| Curta-metragem             | Diretor/Realizador          | Produção (país)       | Festival                  |
| -------------------------- | --------------------------- | --------------------- | ------------------------- |
| Hanoi - Warszawa           | Katarzyna Klimkiewicz       | Polónia               | Festival de Grimstad      |
| Amor                       | Thomas Wangsmo              | Noruega               | Festival de Gent          |
| Ampelmann                  | Giulio Ricciarelli          | Alemanha              | Festival de Valladolid    |
| Les ecargots de Joseph     | Sophie Roze                 | França                | Festival de Cork          |
| Blijf bij me, weg          | Paloma Aguilera Valdebenito | Países Baixos         | Festival de Angers        |
| Ønskebørn                  | Birgitte Stærmose           | Dinamarca             | Festival de Roterdão      |
| Venus VS Me                | Nathalie Teirlinck          | Bélgica               | Festival de Berlim        |
| Lumikko                    | Miia Tervo                  | Finlândia             | Festival de Tampere       |
| Tussilago                  | Jonas Odell                 | Suécia                | Festival de Cracóvia      |
| Maria's Way                | Anne Milne                  | Reino Unido / Espanha | Festival de Edimburgo     |
| Talleres Clandestinos      | Catalina Molina             | Áustria / Argentina   | Festival de Vila do Conde |
| Rendez-vous à Stella-Plage | Shalimar Preuss             | França                | Festival de Sarajevo      |
| Diarchia                   | Ferdinando Cito Filomarino  | Itália / França       | Festival de Locarno       |
| The External World         | David O'Reilly              | Alemanha              | Festival de Veneza        |
| Itt vagyok                 | Bálint Szimler              | Hungria               | Festival de Drama         |

### Melhor coprodução - Prémio Eurimages
- Zeynep Özbatur Atakan

### Prémio de carreira
- Bruno Ganz

### Prémio de mérito europeu no Cinema Mundial
- Gabriel Yared

### Prémio do Público
O vencedor do Prémio Escolha do Público foi escolhido por votação on-line
| Filme                       | Título no Brasil               | Título em Portugal                                                          | Diretor/Realizador | Produção (país)                      |
| --------------------------- | ------------------------------ | --------------------------------------------------------------------------- | ------------------ | ------------------------------------ |
| Mr. Nobody                  | Mr. Nobody                     | Mr. Nobody                                                                  | Jaco Van Dormael   | Canadá / Bélgica / França / Alemanha |
| Flickan som lekte med elden | A Menina que Brincava com Fogo | Millennium 2 - A Rapariga que Sonhava com uma Lata de Gasolina e um Fósforo | Daniel Alfredson   | Suécia / Dinamarca / Alemanha        |
| Soul Kitchen                | Soul Kitchen                   | Soul Kitchen                                                                | Fatih Akın         | Alemanha                             |
| Baarìa                      | Baarìa - A Porta do Vento      |                                                                             | Giuseppe Tornatore | Itália / França                      |
| Mine vaganti                | O Primeiro que Disse           | Uma Família Moderna                                                         | Ferzan Özpetek     | Itália                               |
| An Education                | Educação                       | Uma Outra Educação                                                          | Lone Scherfig      | Reino Unido / Estados Unidos         |
| Agora                       | Alexandria                     | Ágora                                                                       | Alejandro Amenábar | Espanha                              |
| The Ghost Writer            | O Escritor Fantasma            | O Escritor Fantasma                                                         | Roman Polański     | França / Alemanha / Reino Unido      |
| Kick-Ass                    | Kick-Ass - Quebrando Tudo      | Kick-Ass - O Novo Super-Herói                                               | Matthew Vaughn     | Reino Unido / Estados Unidos         |
| Le Petit Nicolas            | O Pequeno Nicolau              | O Menino Nicolau                                                            | Laurent Tirard     | França / Bélgica                     |

## Netografia
- «Vencedores dos EFA 2010» (em inglês)
- «Nomeados para os EFA 2010» (em inglês)